# ایکس ۲
ایکس ۲ (به انگلیسی: X2) با نام غیررسمی ایکس ۲: مردان ایکس متحد عنوان فیلمی است آمریکایی در ژانر اکشن و ابرقهرمانی که بر اساس داستان‌های مصور کمپانی مارول کامیکس و گروهی ابرقهرمانی به نام مردان ایکس ساخته شده است و در تاریخ ۲ مه ۲۰۰۳ اکران شد. این فیلم به کارگردانی برایان سینگر و نویسندگی مایکل دووگرتی، دن هریس و دیوید هیتر است. ایکس ۲: مردان متحد، پس از فیلم مردان ایکس و پیش از فیلم مردان ایکس: آخرین ایستادگی به عنوان دومین فیلم در مجموعه فیلم‌های مردان ایکس محسوب می‌شود. این فیلم در واشینگتن دی‌سی، ونکوور و تورنتو تصویربرداری شده است.
داستان فیلم که از رمان گرافیکی خدا دوست دارد، انسان می‌کشد الهام گرفته، دربارهٔ سرهنگ ویلیام استرایکر است که با هدف نابودی تمامی جهش‌یافتگان زمین، به مدرسهٔ پروفسور ژاویر حمله می‌کند تا نسخهٔ مخصوص به خود از رایانهٔ رهگیری جهش‌یافتگان سیریبرو را بسازد و به باور خود بشریت را نجات دهد. این رویداد باعث می‌شود مردان ایکس با انجمن اخوت جهش‌یافتگان پلید متحد شوند تا استرایکر را متوقف کرده و نسل جهش‌یافتگان را نجات دهند.
توسعهٔ دنبالهٔ فیلم نخست، اندکی پس از انتشار آن در ۱۴ ژوئیهٔ ۲۰۰۰ توسط استودیوهای قرن بیستم آغاز شد. دیوید هیتر و زک پن به‌طور جداگانه فیلمنامه نوشتند و در نهایت بخش‌های برگزیدهٔ هر دو را در یک فیلمنامه ترکیب کردند. سپس مایکل دووگرتی و دن هریس برای بازنویسی فیلمنامه استخدام شدند و ویژگی‌های شخصیت‌های بیست، فرشته و لیدی دث‌استرایک را تغییر دادند. سنتینل‌ها و دنجر روم نیز قرار بود در فیلم حضور داشته باشند، اما به‌دلیل محدودیت بودجهٔ شرکت فاکس حذف شدند. طرح اصلی فیلم از داستان‌های مارول کامیکس با عنوان‌های بازگشت به پروژهٔ سلاح ایکس و خدا دوست دارد، انسان می‌کشد الهام گرفته شده است. فیلم‌برداری از ژوئن ۲۰۰۲ آغاز و در نوامبر همان سال به پایان رسید که بیشتر آن در ونکوور فیلم استدیوز، بزرگ‌ترین مجموعهٔ تولیدی آمریکای شمالی خارج از لس‌آنجلس، انجام شد. طراح تولید فیلم، گای هندریکس دیاس، از طراحی‌های مشابه جان میهره در فیلم قبلی بهره گرفت.
ایکس۲ در ۲ مهٔ ۲۰۰۳ در ایالات متحده توسط استودیوهای قرن بیستم اکران شد و با تحسین منتقدان به‌خاطر داستان، موسیقی متن، صحنه‌های اکشن و بازی‌ها روبه‌رو شد. این فیلم با فروش جهانی ۴۰۷ میلیون دلاری یکی از فیلم‌های پرفروش فیلم در ۲۰۰۳ بود و نامزد دریافت هشت جوایز ساترن شد. دنبالهٔ آن با عنوان مردان ایکس: آخرین ایستادگی در ۲۶ مهٔ ۲۰۰۶ منتشر شد.

## داستان
در کاخ سفید، نایت‌کراولر، جهش‌یافته‌ای با توانایی تله‌پورت که شست‌وشوی مغزی شده، به رئیس‌جمهور ایالات متحده حمله می‌کند و چند مأمور را زخمی می‌سازد؛ اما پس از اصابت گلوله عقب‌نشینی می‌کند. در همین حال، لوگان در حال جست‌وجوی گذشته‌اش به پایگاه نظامی متروکه‌ای در کنار دریاچه آلکالی در آلبرتا می‌رود، اما چیزی نمی‌یابد. جین گری دچار پیش‌آگاهی‌هایی شده و تمرکز کردن برایش دشوار است، زیرا توانایی‌هایش روزبه‌روز از کنترلش خارج می‌شوند.
لوگان به مدرسهٔ پروفسور اگزاویر برای جهش‌یافته‌ها بازمی‌گردد و اگزاویر با استفاده از دستگاه «سربرو» مکان نایت‌کراولر را پیدا می‌کند. اگزاویر و سایکلاپس برای بازجویی از مگنیتو که در زندان است، نزد او می‌روند، در حالی که جین گری و استورم برای آوردن نایت‌کراولر اعزام می‌شوند. سرهنگ ویلیام استرایکر، دانشمند نظامی، نزد رئیس‌جمهور می‌رود و اجازه می‌گیرد تا مدرسهٔ اگزاویر را پس از حملهٔ اخیر، از نظر ارتباط با جهش‌یافته‌ها بررسی کند. نیروهای استرایکر به مدرسه حمله می‌کنند و شماری از دانش‌آموزان را می‌ربایند. کولوسوس بقیه دانش‌آموزان را به مکان امنی هدایت می‌کند، در حالی که لوگان، روگ، آیس‌من و پایرو فرار می‌کنند. دستیار استرایکر، یوریکو اویاما، سایکلاپس و اگزاویر را دستگیر می‌کند. در جریان این حمله، لوگان با استرایکر مواجه می‌شود؛ استرایکر او را با نام «ولورین» خطاب می‌کند و مشخص است که چیزهایی دربارهٔ گذشته‌اش می‌داند.
میستیک، دگرپیکر، اطلاعاتی دربارهٔ زندان مگنیتو جمع‌آوری کرده و به فرار او کمک می‌کند، و همزمان نقشه‌هایی برای ساخت نسخهٔ دوم دستگاه «سربرو» پیدا می‌کند. لوگان، روگ، آیس‌من و پایرو به خانهٔ خانوادهٔ آیس‌من در بوستون می‌روند. پدر و مادر آیس‌من جهش‌یافته بودن او را نمی‌پذیرند. برادرش به‌طور پنهانی به طبقه بالا می‌رود و پلیس را خبر می‌کند. پلیس خانه را محاصره می‌کند. یکی از مأموران که از چنگال‌های لوگان می‌ترسد، بی‌درنگ به سر او شلیک می‌کند. پایرو از تسلیم شدن سر باز می‌زند و با استفاده از توانایی کنترل آتش، به مأموران حمله می‌کند و آن‌ها را عقب می‌زند. لوگان به‌سرعت از جراحت گلوله بهبود می‌یابد، و کمی بعد، استورم، جین گری و نایت‌کراولر با جت ایکس برای بردن آن‌ها می‌رسند. هنگام بازگشت به مدرسه، جت مورد حملهٔ جنگنده‌ها قرار می‌گیرد و هدف اصابت قرار می‌گیرد، اما مگنیتو آن‌ها را از سقوط نجات می‌دهد.
مگنیتو به گروه توضیح می‌دهد که استرایکر نسخهٔ دوم دستگاه «سربرو» را ساخته تا از طریق آن و اگزاویر، به‌طور ذهنی همهٔ جهش‌یافته‌های زمین را بکشد. پسر استرایکر، جیسن، جهش‌یافته‌ای با توانایی کنترل ذهن است که استرایکر قصد دارد با استفاده از قدرت او، اگزاویر را وادار به انجام این کار کند. استرایکر پیش‌تر نیز از جیسن استفاده کرده بود تا حملهٔ نایت‌کراولر را ترتیب دهد و با این ترفند مجوز حمله به مدرسه را به دست آورد. مگنیتو همچنین به لوگان می‌گوید که استرایکر همان کسی است که اسکلت آدامانتیومی را به بدن او پیوند زده و مسئول از دست رفتن حافظه‌اش است. جین گری ذهن نایت‌کراولر را می‌خواند و پی می‌برد که پایگاه استرایکر در زیر یک سد در دریاچهٔ آلکالی قرار دارد.
میستیک با ظاهر لوگان وارد پایگاه استرایکر می‌شود و بقیه جهش‌یافته‌ها را به داخل راه می‌دهد. او و مگنیتو برای متوقف کردن سربرو، پیش از آن‌که اگزاویر تحت کنترل ذهنی آن را فعال کند، حرکت می‌کنند. استورم و نایت‌کراولر دانش‌آموزان زندانی را نجات می‌دهند و جین گری با سایکلاپس که تحت کنترل ذهنی است، درگیر می‌شود. نبرد آن‌ها باعث آزادی سایکلاپس می‌شود، اما به سد آسیب می‌زند و آن را در آستانهٔ ترکیدن قرار می‌دهد.
لوگان، استرایکر را در آزمایشگاه ذوب آدامانتیوم پیدا می‌کند و به یاد می‌آورد که همان‌جا اسکلت فلزی‌اش را دریافت کرده است. او با یوریکو می‌جنگد و او را می‌کشد، سپس استرایکر را تا باند فرود تعقیب می‌کند و با زنجیر به چرخ بالگرد می‌بندد. مگنیتو دستگاه سربرو را متوقف می‌کند و با استفاده از میستیک که به ظاهر استرایکر درآمده، جیسن را فریب می‌دهد تا قدرت‌های اگزاویر را علیه انسان‌ها معطوف کند. سپس آن‌ها با استفاده از بالگرد استرایکر فرار می‌کنند، و پایرو که به دیدگاه‌های مگنیتو گرایش پیدا کرده، آن‌ها را همراهی می‌کند. نایت‌کراولر، استورم را به داخل دستگاه سربرو تله‌پورت می‌کند، جایی که او با ایجاد کولاک، تمرکز جیسن را به هم می‌ریزد و اگزاویر را از کنترل ذهنی او آزاد می‌سازد.
افراد ایکس از سد فرار می‌کنند در حالی که آب آن را فرا می‌گیرد و استرایکر در این حادثه کشته می‌شود. اما جت ایکس تمام نیروی خود را از دست می‌دهد و نمی‌تواند پرواز کند، در حالی که سیلاب با سرعت به سمت آن‌ها می‌آید. جین گری مخفیانه از جت خارج می‌شود و به‌صورت ذهنی از اعضای گروه خداحافظی می‌کند. او با قدرت خود، جلوی آب را می‌گیرد و جت را بالا می‌برد، در حالی که شعله‌هایی از بدنش بیرون می‌زند؛ تا اینکه سرانجام رها می‌کند و سیل بر سر او فرود می‌آید.
افراد ایکس پرونده‌های استرایکر را به رئیس‌جمهور تحویل می‌دهند و اگزاویر به او هشدار می‌دهد که انسان‌ها و جهش‌یافته‌ها باید برای برقراری صلح با یکدیگر همکاری کنند. در مدرسه، اگزاویر، سایکلاپس و لوگان یاد جین گری را گرامی می‌دارند و اگزاویر کلاس درس خود را آغاز می‌کند. در همین حال، شکلی شبیه ققنوس از دریاچهٔ آلکالی که حالا زیر آب رفته، سر برمی‌آورد.

## فیلم‌نامه‌نویسی
پس از موفقیت مالی و هنری فیلم مردان ایکس (۲۰۰۰)، شرکت قرن بیستم بلافاصله ساخت دنباله‌ای برای آن را آغاز کرد. از نوامبر ۲۰۰۰، برایان سینگر کارگردان، به بررسی داستان‌های مختلف کمیک مردان ایکس پرداخت و به دنبال محوریت دادن به یک «شرور انسانی» بود تا موضوعاتی مانند خشم کور و تروریسم را به تصویر بکشد. او و تهیه‌کننده تام دسنتو قصد داشتند X2 را مانند امپراتوری ضربه می‌زند در مجموعه جنگ ستارگان بسازند، یعنی فیلمی با گسترش شخصیت‌ها و افشای رازهای مهم.
فیلمنامه ابتدا به‌طور جداگانه توسط دیوید هیتر و زک پن نوشته شد و سپس ترکیب شد. اما بعداً در فوریه ۲۰۰۲، مایکل دووگرتی و دن هریس برای بازنویسی استخدام شدند. آن‌ها صدها نسخه پیش‌نویس نوشتند و برخی شخصیت‌ها مانند فرشته و بیست را حذف کردند چون تعداد شخصیت‌ها زیاد شده بود، هرچند اشاره‌هایی به آن‌ها در فیلم باقی ماند. نقش «لیدی دث‌استرایک» در ابتدا قرار بود شخصیتی به نام «آن رینولدز» باشد، اما برای داشتن یک جهش‌یافته مبارز، تغییر کرد.
برخی صحنه‌ها دربارهٔ شستشوی مغزی سایکلاپس و پروفسور ایکس توسط استرایکر هم فیلم‌برداری شده بود، اما توسط فاکس به دلایل زمانی حذف شد. به‌دلیل موفقیت اخیر هلی بری در فیلم توپ هیولا و دریافت جایزه اسکار، زمان حضور او در فیلم افزایش یافت. همچنین، محدودیت بودجه باعث شد که بخش‌هایی مثل «اتاق خطر» و «سنتینل‌ها» از فیلم حذف شوند، هرچند بخشی از دکورهای آن ساخته شده بود.